# Рідсбург (містечко, Вісконсин)
Рідсбург (англ. Reedsburg) — місто (англ. town) в США, в окрузі Сок штату Вісконсин. Населення — 1185 осіб (2020).

## Демографія
Згідно з переписом 2010 року, у місті мешкали 1293 особи в 464 домогосподарствах у складі 357 родин. Було 501 помешкання
Расовий склад населення:
| - 98,1 % — білих - 0,3 % — чорних або афроамериканців - 0,3 % — азіатів - 0,2 % — корінних американців |

До двох чи більше рас належало 0,9 %. Частка іспаномовних становила 0,9 % від усіх жителів.
За віковим діапазоном населення розподілялося таким чином: 20,9 % — особи молодші 18 років, 58,6 % — особи у віці 18—64 років, 20,5 % — особи у віці 65 років та старші. Медіана віку мешканця становила 47,7 року. На 100 осіб жіночої статі у місті припадало 94,4 чоловіків;  на 100 жінок у віці від 18 років та старших — 90,1 чоловіків також старших 18 років.
Середній дохід на одне домашнє господарство  становив 76 855 доларів США (медіана — 62 697), а середній дохід на одну сім'ю — 81 181 долар (медіана — 64 474). Медіана доходів становила 46 250 доларів для чоловіків та 36 250 доларів для жінок. За межею бідності перебувало 5,4 % осіб, у тому числі 5,1 % дітей у віці до 18 років та 11,1 % осіб у віці 65 років та старших.
Цивільне працевлаштоване населення становило 652 особи. Основні галузі зайнятості: освіта, охорона здоров'я та соціальна допомога — 19,9 %, мистецтво, розваги та відпочинок — 14,1 %, роздрібна торгівля — 12,1 %, виробництво — 12,1 %.